# Olympische Sommerspiele 1924/Teilnehmer (Luxemburg)
| Gelbes Symbol für Goldmedaillen mit stilisierten Olympischen Ringen | Graues Symbol für Silbermedaillen mit stilisierten Olympischen Ringen | Braundes Symbol für Bronzemedaillen mit stilisierten Olympischen Ringen |
| ------------------------------------------------------------------- | --------------------------------------------------------------------- | ----------------------------------------------------------------------- |
| —                                                                   | —                                                                     | —                                                                       |

Luxemburg nahm an den Olympischen Sommerspielen 1924 in Paris, Frankreich, mit einer Delegation von 44 Sportlern (42 Männer und 2 Frauen) teil.

## Teilnehmer nach Sportarten

### Boxen
- Pierre Feidt
Mittelgewicht (bis 72,57 Kilogramm): 17. Platz

- Jean Flammang
Federgewicht (bis 57,15 Kilogramm): 17. Platz

- Grégoire Laurent
Leichtgewicht (bis 61,24 Kilogramm): 17. Platz

- Michel Maurer
Halbschwergewicht (bis 79,38 Kilogramm): 9. Platz

- Jules Steichen
Mittelgewicht (bis 72,57 Kilogramm): 17. Platz

- Jean Welter, Sr.
Halbschwergewicht (bis 79,38 Kilogramm): 9. Platz

### Fußball
- Herrenteam
9. Platz

- Kader
Étienne Bausch
Paul Feierstein
Alfred Kieffer
Nicolas Kirsch
Joseph Koetz
Émile Kolb
Martin Langers
Albert Massard
Marcel Schumann
Jean-Pierre Weber
Jean-Pierre Weisgerber

### Gewichtheben
- Joseph Alzin
Schwergewicht (über 82,5 Kilogramm): DNF

- Johny Grün
Leichtgewicht (bis 67,5 Kilogramm): 18. Platz

- Henri Lehnen
Leichtschwergewicht (bis 82,5 Kilogramm): DNF

- Michel Mertens
Leichtschwergewicht (bis 75 Kilogramm): 19. Platz

### Leichtathletik
- Paul Hammer
100 Meter: Viertelfinale
200 Meter: Vorläufe
400 Meter: Vorläufe
Weitsprung: 23. Platz

- Joseph Hilger
100 Meter: Vorläufe
200 Meter: Vorläufe
Weitsprung: 29. Platz

- Christophe Mirgain
400 Meter: Vorläufe
800 Meter: Vorläufe

### Radsport
- Maurice Gillen
Sprint (1 Kilometer): DNF

- Jean-Pierre Kuhn
Straßenrennen: 42. Platz
Mannschaftsfahren: 8. Platz

- Louis Pesch
Straßenrennen: 39. Platz
Mannschaftsfahren: 8. Platz

- Nicolas Rausch
Straßenrennen: 27. Platz
Mannschaftsfahren: 8. Platz

- Georges Schiltz
Straßenrennen: 25. Platz
Mannschaftsfahren: 8. Platz

### Ringen
- Adolphe Dumont
Griechisch-römischer Stil, Mittelgewicht (bis 75 Kilogramm): 20. Platz

- Hillair Fettes
Griechisch-römischer Stil, Federgewicht (bis 62 Kilogramm): 18. Platz

### Schwimmen
- Eugène Kuborn
100 Meter Rücken: Vorläufe

- Jean-Pierre Moris
100 Meter Rücken: Vorläufe

- Renée Brasseur
Frauen, 100 Meter Rücken: Vorläufe

- Laury Koster
Frauen, 200 Meter Brust: 6. Platz

### Tennis
- Camille Wolff
Einzel: 61. Platz

### Turnen
- Mathias Erang
Einzelmehrkampf: 60. Platz
Mannschaftsmehrkampf: 8. Platz
Barren: 62. Platz
Pferdsprung: 60. Platz
Reck: 67. Platz
Ringe: 35. Platz
Seitpferd: 63. Platz
Seitpferdsprung: 8. Platz
Tauhangeln: 69. Platz

- Théodore Jeitz
Einzelmehrkampf: 57. Platz
Mannschaftsmehrkampf: 8. Platz
Barren: 52. Platz
Pferdsprung: 48. Platz
Reck: 52. Platz
Ringe: 46. Platz
Seitpferd: 70. Platz
Seitpferdsprung: 40. Platz
Tauhangeln: 69. Platz

- Émile Munhofen
Einzelmehrkampf: 58. Platz
Mannschaftsmehrkampf: 8. Platz
Barren: 55. Platz
Pferdsprung: 27. Platz
Reck: 65. Platz
Ringe: 52. Platz
Seitpferd: 67. Platz
Seitpferdsprung: 43. Platz
Tauhangeln: 68. Platz

- Albert Neumann
Einzelmehrkampf: 62. Platz
Mannschaftsmehrkampf: 8. Platz
Barren: 48. Platz
Pferdsprung: 50. Platz
Reck: 62. Platz
Ringe: 54. Platz
Seitpferd: 66. Platz
Seitpferdsprung: 50. Platz
Tauhangeln: 65. Platz

- Jacques Palzer
Einzelmehrkampf: 67. Platz
Mannschaftsmehrkampf: 8. Platz
Barren: 68. Platz
Pferdsprung: 29. Platz
Reck: 70. Platz
Ringe: 53. Platz
Seitpferd: 65. Platz
Seitpferdsprung: 50. Platz
Tauhangeln: 67. Platz

- Charles Quaino
Einzelmehrkampf: 50. Platz
Mannschaftsmehrkampf: 8. Platz
Barren: 45. Platz
Pferdsprung: 52. Platz
Reck: 60. Platz
Ringe: 34. Platz
Seitpferd: 55. Platz
Seitpferdsprung: 16. Platz
Tauhangeln: 60. Platz

- Pierre Tolar
Einzelmehrkampf: 68. Platz
Mannschaftsmehrkampf: 8. Platz
Barren: 67. Platz
Pferdsprung: 65. Platz
Reck: 72. Platz
Ringe: 42. Platz
Seitpferd: 69. Platz
Seitpferdsprung: 56. Platz
Tauhangeln: 47. Platz

- Mathias Weishaupt
Einzelmehrkampf: 69. Platz
Mannschaftsmehrkampf: 8. Platz
Barren: 59. Platz
Pferdsprung: 67. Platz
Reck: 71. Platz
Ringe: 39. Platz
Seitpferd: 68. Platz
Seitpferdsprung: 67. Platz
Tauhangeln: 51. Platz